# Гусев, Николай Андреевич (геодезист)
Николай Андреевич Гусев (18 февраля 1903, Шакицы, Санкт-Петербургская губерния — 4 марта 1996, Санкт-Петербург) — советский горный инженер-маркшейдер, геодезист, доктор технических наук, профессор, заведующий кафедрой геодезии Ленинградского горного института (1967—1971), затем — кафедрой инженерной геодезии (1971—1975). Автор ряда научных работ и учебников в области геодезии, маркшейдерии, фотограмметрии. Конструктор ряда геодезических приборов, изобретатель.

## Биография
Родился 18 февраля 1903 года в деревне Шакицы (ныне — в Сланцевском районе Ленинградской области) в крестьянской семье. В 1920—1921 годах, после смерти отца, был рабочим-землекопом на строительстве участка дороги Веймарн-Гдов. В 1921 году был командирован в Петроград на курсы десятников, после чего в 1922—1925 годах работал в Петрогуботкомхозе (Петроградский губернский отдел коммунального хозяйства) страшим рабочим, затем — десятником. В 1925—1927 годах командирован на рабфак, по окончании которого поступил на маркшейдерскую специальность в Ленинградский горный институт (ЛГИ).
В 1930 году был откомандирован в ЦНИГРИ для проведения опытных стереофотограмметрических работ по съемке Авачинской группы вулканов наКамчатке, в ходе работ был начальником фотограмметрической партии. Окончил Горный институт в 1932 году. В 1933—1937 годах обучался в аспирантуре при кафедре геодезии Ленинградского горного института, в 1937 году защитил кандидатскую диссертацию «Фотограмметрия и фотофиксация в маркшейдерском деле». По совместительству работал младшим научным сотрудником в НИИ Аэросъемки (1933—1934). Также был старшим научным сотрудником ЦНИМБ (Центральное научно-исследовательское маркшейдерское бюро) в 1933—1960 годах с перерывом во время Великой Отечественной войны.
С 1937 по 1963 годы — доцент кафедры геодезии ЛГИ, получил соответствующее ученое звание в 1940 году. С мая 1942 года по март 1943 года исполнял обязанности заведующего кафедрой маркшейдерского дела Свердловского горного института.
В годы Великой Отечественной войны два месяца находился в добровольческом особом минометном отряде, обороняя подступы к Ленинграду, затем был переведен на спецпроизводство боеприпасов, организованное в Горном институте. В феврале 1942 года был эвакуирован и направлен в Свердловский горный институт. В 1943 году отозван в Черемхово, где в тот момент находился эвакуированный ЛГИ. Вместе с институтом вернулся обратно в Ленинград после снятия блокады.
В 1962 году защитил докторскую диссертацию на тему «Совершенствование техники и методов работ в маркшейдерском деле». С 1963 года — профессор кафедры геодезии ЛГИ. В 1967 году был избран заведующим кафедрой геодезии ЛГИ, с 1971 года — кафедрой инженерной геодезии. В 1975 году вышел на пенсию, работал в качестве профессора-консультанта до 1983 года.
Провел активную работу по становлению специальности «Инженерная геодезия» в ЛГИ, прием на которую был открыт в 1966 году, в результате чего в 1973 году набор был увеличен до 4 групп. Организовал открытие трех учебных лабораторий. Кафедра выполняла хоздоговорные работы для завода имени С. М. Кирова, «Красного выборжца», Адмиралтейского завода. Вёл курсы «Маркшейдерско-геодезические приборы и инструменты», «Геодезия».

## Научная деятельность
Автор ряда исследований в области маркшейдерско-геодезических приборов и методики маркшейдерских работ. Разработал фотофиксаторы для теодолитов, определения положения покоя шахтных отвесов. Вел теоретические исследования по оптическому способу ориентирования подземной съемки, оптическим дальномерам, применению фотограмметрии при изучении сдвижения дневной поверхности, при съемках открытых разработок и подземных выработок.
Автор конструкции ряда геодезических приборов и инструментов: теодолитов-тахеометров ОТТГ-30 и ОТТГ-12 (изготавливались в Харькове на Заводе маркшейдерских инструментов), отсчетных приспособлений (оптический нониус, пропорциональный оценщик), авторедукционных устройств (жидкостные, зеркальные, сеточные, пружинные компенсаторы).

## Научные и учебные труды
- Статья «Ориентирование рудничной съемки при помощи окулярной шкалы» (1939);
- Статья «Оптический нониус и его применение в угломерных инструментах» (1940);
- Учебник «Инструментоведение: Маркшейдерско-геодезические инструменты» (1941, 1949);
- Статья «Применение оптического клина и окулярной шкалы для ориентировки шахт» (1946);
- Статья «Новые оптические методы проектирования при ориентировке шахт» (1948);
- Статья «Два варианта применения окулярных шкал для ориентировки шахт» (1948);
- Статья «Усовершенствованный способ примыкания направления на поверхности при оптической ориентировке шахты» (1949);
- Брошюра «Горный оптический теодолит-тахеометр ОТТГ-12» (1956);
- Статья «Редукционный нивелир» (1957);
- Учебник «Маркшейдерско-геодезические приборы и инструментоведение» (1958, 1968);
- Статья «Редукционный нивелир» (1958);
- Статья «Варианты решения задачи примыкания» (1968);
- Статья «К теории дальномера ДДЗ» (1968);
- Учебник «Высшая геодезия» (1970), совместно с В. Г. Здановичем, А. Н. Белоликовым, К. А. Звонаревым;
- Статья «Авторедукционный оптический отвес с жидкостной линзой» (1975);
- Статья «Авторедукционный жидкостный и пружинный компенсаторы и их применение в маркшейдерско-геодезических приборах» (1975).

## Патенты
- Горный теодолит-фотоавтомат (1936);
- Угломерный оптический нониус (1948);
- Горный тахеометр (1949);
- Жидкостный компенсатор для оптических приборов (1976), совместно с Ю. И. Беспаловым[5];
- Датчик для компенсаторов оптических приборов (1977)[6];
- Авторедукционный зенит-проектир (1978), совместно с Ю. И. Беспаловым[7];
- Насадка двустороннего визирования (1978), совместно с П. Ю. Галачьянцем, М. Н. Одинец и А. Г. Шаптала[8];
- Жидкостный реверсивный компенсатор для оптического прибора (1979), совместно с Ю. И. Беспаловым[9];
- Устройство для контроля неплоскостности (1980), совместно с В. Г. Потюхляевым[10];
- Авторедукционный зенит-проектир (1980), совместно с Ю. И. Беспаловым, Е. В. Торопиным, Л. Г. Солоповым[11];
- Компенсатор для оптических приборов (1981), совместно с Г. Е. Голованем[12].